# ハマースミス駅 (ハマースミス&シティー線、サークル線)
ハマースミス駅（ハマースミスえき、英語: Hammersmith station）はロンドン・ハマースミスにあるハマースミス&シティー線とサークル線の駅である。当駅と同名のハマースミス駅 (ピカデリー線、ディストリクト線)は当駅の南東に道を挟んで約60m(200ft)離れて所在しており、ピカデリー線とディストリクト線が乗り入れている。トラベルカード・ゾーン2に属する。

## 歴史
現在、駅舎があるビートン・ロードより北に旧駅舎が1864年6月13日に開業し、1868年12月1日に旧駅舎を置き換える形で現在の駅が開業した。
2009年12月13日よりハマースミス&シティー線でサークル線が運転を開始した。
2011年6月、当時運転されていたC形電車より編成長が長い新型の車両であるS7形電車に対応するため全てのプラットホームでホームの延伸が行われ、2012年7月にS7形電車が運転を開始した。なお、C形電車は6両編成でS7形電車は7両編成で運転している。

## 車両基地
ハマースミス車両基地は当駅のすぐ外側にある。この車両基地は、ハマースミス&シティー線で使用しているS7形電車の留置とメンテナンスのために使用されている。
1991年8月29日、車両基地内でアイルランド共和軍の焼夷弾が3つ発見された。この発見による負傷者は無かった。

## 人気の文化
2008年の映画「Adulthood」や、リリー・アレンのLDNのミュージックビデオに駅が登場した。ミュージックビデオはリリーが赤いRaleigh Chopperの自転車で駅に入り列車に乗車し、ラッドブローク・グローヴ駅で下車をする。また、台湾のポップシンガーであるジョリン・ツァイの愛無赦のミュージックビデオに駅が登場している。

## バス路線
ロンドンバスの9、10、27、33、72、190、209、211、220、266、267、283、295、391、419、485系統とヘリテイジ・ルートのH91系統、深夜バスのN9、N11、N97系統が当駅と近くにあるハマースミス・バス・ステーションから発着する。

## 隣の駅
ロンドン交通局
ロンドン地下鉄
■ハマースミス&シティー線
ハマースミス駅 - ゴールドホーク・ロード駅
■サークル線
ハマースミス駅 - ゴールドホーク・ロード駅

## 駅周辺
- ハマースミス・ブロードウェイ（英語版）
- ハマースミス図書館（英語版）
- ノボテルロンドンウェスト（こちらとこちらも参照）